# ROSTA
L'Agenzia telegrafica russa (in russo Российское телеграфное агентство?, Rossijskoe telegrafnoe agentstvo), detta ROSTA (in russo РОСТА?), è stata l'agenzia di stampa dell'Unione Sovietica dal 1918 al 1925, anno in cui venne fondata la TASS (in russo Телеграфное агентство связи и сообщения?, Telegrafnoe agentstvo svjazi i soobščenija, "Agenzia telegrafica di collegamento e comunicazione"). Da quel momento l'agenzia operò all'interno della Repubblica Socialista Federativa Sovietica Russa fino al 1935, anno in cui venne ufficialmente dismessa.

## Storia
La ROSTA ebbe origine dall'Agenzia telegrafica di San Pietroburgo (SPTA), che era stata fondata nel 1904 al culmine della guerra russo-giapponese. Venne fondata nel 1918 su iniziativa del Presidium del Comitato esecutivo centrale panrusso e operò fino al 1935 come organo centrale di informazione della Repubblica Socialista Federativa Sovietica Russa.
Durante gli anni dell'istituzione del potere sovietico la ROSTA pubblicava il proprio giornale Agit-ROSTA, nonché manifesti, settimanali e riviste socio-politiche, economiche, letterarie e illustrate. Divenne un punto di riferimento per tutta la stampa locale e presso le sue sedi venne istituita la prima scuola di giornalismo del Paese. Le sue filiali erano distribuite in Ucraina, Transcaucasia e Turkestan.
Un'iniziativa per la quale la ROSTA divenne nota fu quella di stampare una serie di manifesti propagandistici durante la guerra civile russa, altrimenti detti Finestre della ROSTA (in russo Окна РОСТА?, Okna ROSTA). In queste attività vennero coinvolti personalità di spicco come Vladimir Vladimirovič Majakovskij, Kazimir Severinovič Malevič e gli artisti del collettivo Kukryniksy.
Il 10 luglio 1925 venne istituita l'Agenzia telegrafica dell'Unione Sovietica (TASS), che ereditò la maggior parte delle funzioni della ROSTA, divenendo quindi l'organo centrale di stampa dell'Unione Sovietica, il solo autorizzato a raccogliere e diffondere informazioni al di fuori del Paese, nonché a diffondere informazioni estere e di tutta l'Unione al suo interno.